# Kategoria e Parë 1932
La Kategoria e Parë 1932 fu la terza edizione della massima serie del campionato albanese di calcio disputato tra il 17 aprile e il 17 giugno 1932 e concluso con la vittoria del Tirana, al suo terzo titolo consecutivo.

## Formula
Il campionato passò da 7 a 5 squadre non essendone stata promossa nessuna e si incontrarono in un girone di andata e ritorno per un totale di 8 partite.
L'ultima classificata retrocedette in Kategoria e Dytë.

## Squadre
| Squadra           | Città   | Stadio | Stagione 1931      |
| ----------------- | ------- | ------ | ------------------ |
| Bashkimi Shkodran | Scutari |        | 2º girone A        |
| KS Elbasani       | Elbasan |        | 3º girone B        |
| KS Skënderbeu     | Coriza  |        | 2º girone B        |
| Teuta             | Durazzo |        | Finalista          |
| Tirana            | Tirana  |        | Campione d'Albania |

## Classifica
|                    | Pos. | Squadra           | Pt | G | V | N | P | GF | GS | DR  |
| ------------------ | ---- | ----------------- | -- | - | - | - | - | -- | -- | --- |
| Albania (bandiera) | 1.   | Tirana            | 13 | 8 | 5 | 3 | 0 | 29 | 6  | +23 |
|                    | 2.   | Bashkimi Shkodran | 11 | 8 | 4 | 3 | 1 | 15 | 6  | +9  |
|                    | 3.   | Teuta             | 11 | 8 | 5 | 1 | 2 | 25 | 11 | +14 |
|                    | 4.   | Skënderbeu        | 5  | 8 | 2 | 1 | 5 | 14 | 13 | +1  |
|                    | 5.   | Elbasani          | 0  | 8 | 0 | 0 | 8 | 4  | 51 | -47 |

Legenda:

      Campione d'Albania
      Retrocesso in Kategoria e Dytë
Note:

Due punti a vittoria, uno a pareggio, zero a sconfitta.

## Verdetti
- Campione: Tirana
- Retrocessa in Kategoria e Dytë: KS Elbasani